# Chris Moukarbel
Chris Moukarbel és un director de cinema, escriptor, productor i artista contemporani i dirigeix la guardonada productora Permanent Wave Productions. El seu primer llargmetratge documental Me at the Zoo (Me @ The Zoo) es va estrenar en competició al Festival de Cinema de Sundance el 2012 i va ser adquirit per HBO Documentaries. La pel·lícula mostra l'auge de YouTube i explica la història d'una de les primeres celebritats virals d'Internet, Chris Crocker de "Leave Britney Alone!". Moukarbel va ser abordat per Sheila Nevins per dirigir el documental nominat a l’Emmy Banksy Does New York per HBO.
També és el creador i director de la sèrie d'HBO Sex On // que fa una ullada al sexe i les relacions a l'era de la informació. Va ser concebut com un reinici de l'espectacle clàssic Real Sex. El seu treball sovint explora la tecnologia i la identitat.
Moukarbel va dirigir i produir la pel·lícula premiada Gaga: Five Foot Two. Es va estrenar al Festival Internacional de Cinema de Toronto de 2017 i va ser adquirit per Netflix. El seu documental Wig explora l'escena drag queen de la ciutat de Nova York i el festival de drag Wigstock. Es va estrenar al Festival de Cinema de Tribeca el 4 de maig de 2019 i es va estrenar el 18 de juny a HBO. El seu primer llargmetratge narratiu Cypher protagonitzat per Tierra Whack es va estrenar al Festival de Cinema de Tribeca 2023 on va guanyar el premi a la millor pel·lícula narrativa dels EUA. Moukarbel va produir la pel·lícula Slave Play dirigida per HBO per Jeremy O. Harris. Not a Movie. A Play a través de la seva companyia Permanent Wave Productions.

## Art
Moukarbel va fer vídeos d'art i art contemporani mentre vivia a Nova York. El seu conegut projecte de videoart ZGF48-zMKDU World Trade Center es va fer com a part de la seva tesi de postgrau a la Yale School of Art. Moukarbel va adquirir un guió contrabandista per a una pel·lícula d'Oliver Stone que s'havia presentat llavors World Trade Center i va rodar la seva pròpia versió amb actors estudiants. El curtmetratge es va estrenar lliurement a Internet com una manera d'avançar-se a la pel·lícula Stone i va provocar una demanda molt publicitada per Paramount Pictures.
En un article al New York Times sobre el projecte artístic Moukarbel va dir a l'entrevista "La meva pel·lícula es va oferir gratuïtament a Internet... Va costar 1.000 dòlars per produir. Ara ens trobem en un lloc on la tecnologia permet la democratització de la narració. Amb el seu accés i el seu pressupost, poden afectar les idees de moltes persones sobre un esdeveniment i també afectar la política. Vaig usar deliberadament el seu guió i anticipant el seu llançament per fer una declaració sobre el poder." Després que Paramount bloquegés la distribució del vídeo, es va continuar mostrant al Witte de With Institute of Contemporary art que es va negar a complir l'ordre judicial.
La seva obra d'art s'ha mostrat a la Marianne Boesky Gallery, i a les galeries Air de Paris, Witte de with i Wallspace entre altres

## Vídeos musicals
Moukarbel va codirigir el vídeo musical REM Everyday is Yours to Win, The Drums, I Felt Stupid i Joan as Police Woman's Start of my Heart.

## Reconeixements
| Premi                               | Any  | Categoria                                  | Nominat(s)           | Resultat  |
| ----------------------------------- | ---- | ------------------------------------------ | -------------------- | --------- |
| 2018 MTV Movie & TV Awards          | 2018 | Millor documental musicals                 | Gaga: Five Foot Two  | Guanyador |
| 2015 News & Documentary Emmy Awards | 2015 | Programació artística i cultural destacada | Banksy Does New York | Nominat   |
| Festival de Cinema de Tribeca 2023  | 2023 | Millor pel·lícula narrativa EUA            | Cypher               | Guanyador |

## Vida personal
Moukarbel va néixer a New Haven, Connecticut, de pares libanesos i viu entre Los Angeles i Nova York. Va estudiar a la Corcoran School of Art i a la Yale School of Art.
Chris Moukarbel va mantenir una relació amb Jake Shears, el líder de la banda Scissor Sisters del 2004 al 2015.